# Václav Vítek
Václav Vítek (* 7. ledna 1983 Trutnov) je český divadelní herec.

## Život
V roce 2009 vystudoval činoherní herectví na Divadelní fakultě Janáčkovy akademie múzických umění v Brně v ateliéru Aleše Bergmana a Jany Hlaváčkové. Mimo klasické činoherní herectví ovládá také akrobacii, pádové techniky, šerm, žonglování, dále pak tanec a zpěv.[zdroj?]

### Role ve školním studiu Marta
- Molière: Tartuffe (role: Klaent), režie Aleš Bergman, 2007;
- L. Petruševská, S. Zlotnikov, V. Rasputin: Ještě jednou o lásce (Tolja), režie: Rodion Ovčinikov, 2007;
- Tom Stoppard: Pravý inspektor Hound (inspektor Hound), režie Pavel Gejguš, 2007;
- V. Klimáček: Mária Sabína (Walter), režie J. B. Pohořelický, 2008;
- Slavko Grum: Událost v městečku Goga (farář), režie Daniela Cádrová, 2008

### Angažmá

#### Divadlo Šumperk
- Karel Jaromír Erben, Vendula Borůvková: Kytice (mrtví milí), režie Ondřej Elbel 2008;
- Karel David a kol.: Hvězdy na vrbě (Mišák), režie Józe Z. Czernecki 2008;
- Ladislav Klíma, Arnošt Dvořák: Matěj Poctivý (státní mluvčí), režie Ondřej Elbel 2009;
- Vladimír Körner: Zánik samoty Berhof (Erich), režie Petr Štindl 2009;
- Tereza Boučková: Sodoma komora (Flaschenknopf), režie Jiří Fréhár 2009;
- anonym: Mastičkař (mastičkářova žena, Abrahám), režie Hana Mikolášková 2009;
- Milan Uhde, Miloš Štědroň: Balada pro banditu (Nikola Šuhaj), režie Ondřej Elbel 2009;
- Jaroslav Vostrý: Tři v tom (Ottavio), režie Michal Przebinda 2009;
- Arthur Conan Doyle: Případy Sherlocka Holmese (Thadeus Sholte), režie Ondřej Elbel 2010;
- William Shakespeare: Bouře (Sebastian, Trinkulo), režie Zdeněk Dušek 2010;

#### Divadlo Polárka
- Karel Čapek, Konrád Popel, Bronislava Krchňáková: Z jedné i druhé kapsy (strážmistr Hejda), režie Konrád Popel 2010;
- Zdeněk Jecelín: Tady je Krakonošovo (Kuba), režie Zdeněk Jecelín 2010;
- Hana Mikolášková, Bronislava Krchňáková: Kutilové aneb Jak se staví dům (ing. Pustý), režie Hana Mikolášková 2011;
- Vítězslav Nezval: Manon Lescaut (rytíř des Grieux), režie Anna Petrželková 2011;
- Roman Sikora, Jules Verne: Zmatek nad zmatek (Maston), režie Jakub Maceček 2011;